# تصميم شامل

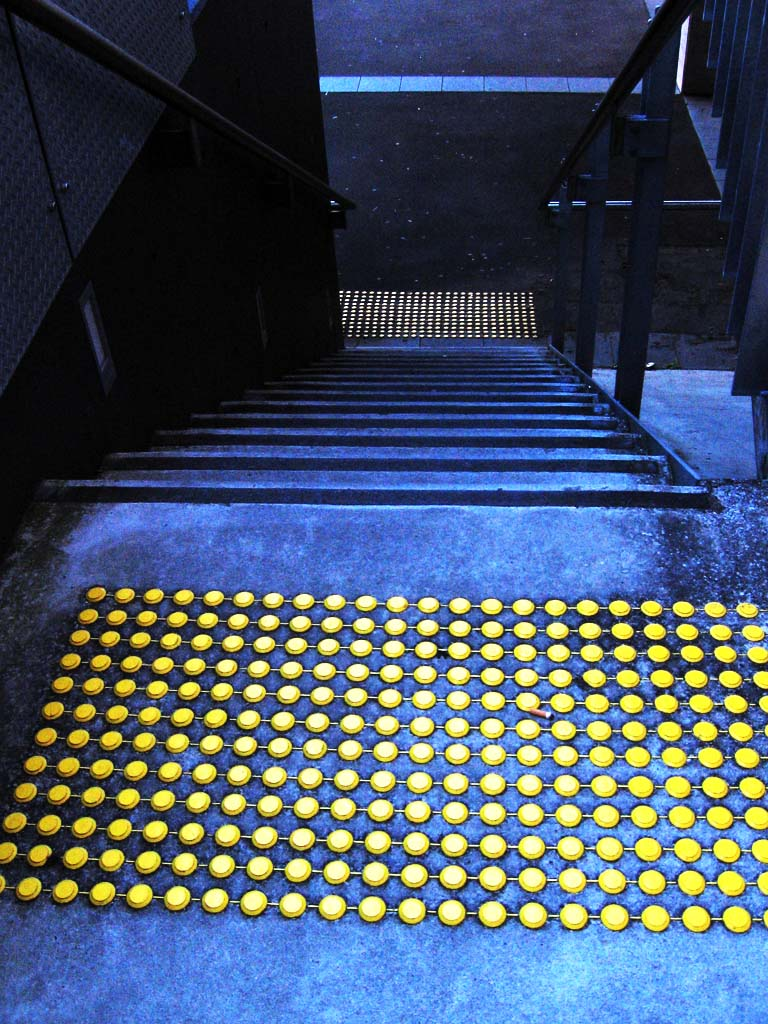

التصميم الشامل (بالإنجليزية: universal design)‏ هو مصطلح جديد نسبيًا وقد انبثق عن مبادئ خالية من الحواجز (بالإنجليزية: Barrier free)‏ أو إتاحة والمعاونه التقنية وصلاحيه. إن مبادئ الإتاحة والمعاونة التقنية توفر مستوى من إمكانية الوصول للمعوقين ولكن أيضا في كثير من الأحيان نتيجة لحلول منفصلة وموصومه تفصل المعاقين عن سواهم من أبناء ألمجتمع، على سبيل المثال، منص يؤدي إلى مدخل لمبنى وفي الجهة الأخرى مدخل رئيسي بدرج لبقية ألناس. التصميم الشامل يسعى لأن يكون هناك حل واحد يساعد الجميع، وليس فقط ذوي الاعاقات. وعلاوة على ذلك، التصميم الشامل يعير اهتماما خاصا بأهميه مظهر الأدوات وشكلها الجذاب.
بسبب ارتفاع متوسط العمر للناس من المتوقع برغم الطب الحديث أن يزداد معدل الاصابات الاعاقيه عند هؤلاء الناس بتقدم العمر. هذا سيؤدي إلى ازدياد الطلب على المنتجات والصناعات التي تتبع مبداء التصميم الشامل وفي اليابان وأوروبا هناك اختراق للأسواق ولكن ما زال هناك العديد من الآخرين الذي لم يعتمدوا بعد التصميم الشامل إلى حد كبير.
الأدوات التي تتبع مبداء التصميم الشامل هي جزء من المعيشة اليومية وهي موجوده من حولنا. أداة «إلغاء» في معظم منتجات البرمجيات هي مثال جيد على ذلك. اللون المشكل على حافة صحن يساعد ألاشخاص ذوي المشاكل البصريه، وأيضا ألاشخاص أصحاب المشاكل في السيطرة على حركة اليدين. ومن الامثله على ذلك أيضا الحافلات ألمجهزه لتخفض أبوابها آليا كمصعد ليستطيع الكبار في السن، الأمهات المصطحبات لاطفالهن وأيضا المعاقين ومجمل الناس من الصعود إلى الحافله بسهوله.